# Клосовиці (Великопольське воєводство)
Клосовиці (пол. Kłosowice) — село в Польщі, у гміні Серакув Мендзиходського повіту Великопольського воєводства.
Населення — 132 особи (2011).
У 1975-1998 роках село належало до Познанського воєводства.

## Демографія
Демографічна структура станом на 31 березня 2011 року:
|          | Загалом | Допрацездатний вік | Працездатний вік | Постпрацездатний вік |
| -------- | ------- | ------------------ | ---------------- | -------------------- |
| Чоловіки | 67      | 21                 | 43               | 3                    |
| Жінки    | 65      | 14                 | 42               | 9                    |
| Разом    | 132     | 35                 | 85               | 12                   |